# Erica bracteolaris
Erica bracteolaris är en ljungväxtart som beskrevs av Jean-Baptiste de Lamarck. Erica bracteolaris ingår i släktet klockljungssläktet, och familjen ljungväxter. Inga underarter finns listade i Catalogue of Life.